# 廣田直子
廣田 直子（ひろた なおこ、女性、生年月日非公開 - ）は、日本のシンガーソングライター。奈良県出身。ポップス、ハードロック、プログレッシヴロックなどのバンドでヴォーカルと作詞・作曲を務める傍ら、奈良シティエフエムコミュニケーションズ（ならどっとFM）の「ROCK☆PANIC」にも出演している。